# Clelia Rondinella
Clelia Rondinella (* 6. April 1963 in Neapel) ist eine italienische Schauspielerin.

## Leben
Clelia Rondinella wuchs als Tochter des Schauspielers und Sänger Luciano Rondinella (1933–2020) mit zwei Schwestern in Neapel auf. Ihr Onkel ist der Sänger und Schauspieler Giacomo Rondinella (1923–2015).
Nach ihrem Schulabschluss absolvierte sie eine professionelle Schauspielausbildung. Seit 1981 hat sie als Schauspielerin vor der Kamera in mehr als 30 Film-und-Fernsehproduktionen mitgewirkt. Rondinella war zeitweise auch als Darstellerin am Theater aktiv. Ihr Debüt gab sie 1981 in dem Film Lacrime napulitane. Anschließend bekam sie 1986 in Fieber im Herzen eine Hauptrolle. 1995 spielte sie in dem Film Der Mann, der die Sterne macht mit.
Rondinella lebt in Rom.

## Filmografie (Auswahl)
- 1981: Lacrime napulitane
- 1982: Pronto... Lucia
- 1984: Picone schickt mich (Mi manda Picone)
- 1986: Fieber im Herzen (La venexiana)
- 1987: Le vie del Signore sono finite
- 1987: Herz aus Stein (Cuore di petra, Fernsehserie, 4 Folgen)
- 1990: La settimana della Sfinge
- 1993: Mille bolle blu
- 1995: Der Mann, der die Sterne macht (L’uomo delle stelle)
- 1997: I vesuviani
- 1998: Grazie di tutto
- 2001: Stregati dalla luna
- 2012: La moglie del sarto
- 2019: A.N.I.M.A.